# Ayanda Sishuba
Ayanda Sishuba (* 2. Februar 2005 in Tournai) ist ein belgisch-südafrikanischer Fußballspieler, der bei Stade Rennes in der Ligue 1 unter Vertrag steht.

## Karriere

### Verein
Sishuba begann seine fußballerische Ausbildung 2009 bei Royal Excel Mouscron. Im Sommer 2014 wechselte er nach Frankreich ins Juniorenleistungszentrum des OSC Lille. Nachdem er 2017/18 eine Saison erneut bei Mouscron gespielt hatte, wechselte er im Juli 2018 zum RC Lens, erneut nach Frankreich. Bereits mit 16 Jahren spielte er in der U19-Mannschaft und unterzeichnete im Dezember 2021 schließlich seinen ersten Profivertrag bei Lens. Daraufhin spielte er gegen Ende der Spielzeit 2021/22 bereits siebenmal für die zweite Mannschaft in der National 2. In der Spielzeit 2022/23 kam er regelmäßig für die zweite Mannschaft, mittlerweile in der National 3 zum Einsatz und traf bereits neunmal. Zudem war er weiterhin Bestandteil der A-Junioren. In der Saison 2023/24 spielte er mit besagter U19-Mannschaft auch in der UEFA Youth League gegen Mannschaften wie den FC Sevilla oder den FC Arsenal, gegen welchen er auch traf. Am 2. September 2023 (4. Spieltag) wurde er gegen die AS Monaco bei einer 0:3-Niederlage eingewechselt und gab somit sein Profidebüt in der Ligue 1.
Im Sommer 2024 wechselte Sishuba zu Hellas Verona. Ohne Pflichtspieleinsatz verließ er Verona bereits Anfang Februar 2025 wieder und schloss sich Stade Rennes an.

### Nationalmannschaft
Sishuba spielte bislang für mehrere Juniorennationalmannschaften Belgiens, kam jedoch in noch keinem großen Turnier zum Einsatz.

## Familie
Ayanda Sishuba ist der Sohn des ehemaligen Profifußballspielers Asanda Sishuba, welcher über 100 Spiele in der Division 1A in Belgien spielte. Dabei stand er insgesamt drei Jahre lang bei Royal Excel Mouscron unter Vertrag, wo auch Ayanda in der Jugend spielte.